# Tanaecia ellida
Tanaecia ellida är en fjärilsart som beskrevs av Otto Staudinger 1896. Tanaecia ellida ingår i släktet Tanaecia och familjen praktfjärilar. Inga underarter finns listade i Catalogue of Life.